# Estádio Dois de Julho
O Estádio Dois de Julho, apelidado por "Coelhão", localiza-se no município de Guanambi, no estado da Bahia, no Bairro Paraíso e possui capacidade para 3.000 espectadores[carece de fontes?]. Tem como mandantes os clubes de futebol Guanambi Atlético Clube (GAC) e Clube Esportivo Flamengo, que está mandando os seus jogos nele desde a Segundona 2013.
O Estádio 2 de julho, foi construído graças a vontade e idealização de Isaías Manoel Cotrim (1925 - 2011), morador da cidade e um dos primeiros jogadores do time local junto com Idalício Teixeira (1940 - 1982) que era o goleiro, Waldemar, Pedro da Morte, José Ciríaco dos Anjos, Juvenal Cardoso dos Reis, Horácio Fernandes e o cantor nacionalmente reconhecido Waldick Soriano. Inaugurado no ano de 1964, teve a jovem Doralice Teixeira Cotrim, a honra de dar o primeiro chute (chute inicial) no estádio[carece de fontes?].
No ano de 2016 o estádio recebeu uma grande reforma onde foram construídos novos vestiários, novas cabines de rádio e televisão, tribuna de honra, nova iluminação, troca do gramado, reforço da estrutura e pintura geral. 
No dia 04/03/2016 o estádio recebeu seu primeiro jogo oficial noturno com casa cheia para assistir o clássico Flamengo de Guanambi 2x1 Fluminense de Feira válido pela quinta rodada do campeonato Baiano.
No dia 19/03/2016 o estadio ficou lotado para ver a partida de Flamengo de Guanambi x EC Vitória com mais de 3.000 telespectadores (2.800 pagantes) viram o time local bate o Vitória time de 1.ª divisão do campeonato brasileiro pelo placar de 1-0.
Atualmente o Clube Esportivo Flamengo manda seus jogos da primeira divisão do Campeonato Baiano no estádio.